# 冯志凯
冯志凯，（英文名：Kai Z Feng）, 生於1982年, (亦以kaizfeng為作品註明)時裝攝影師，原籍中國、上海市，現居倫敦。早年專注繪畫藝術，作品先後在美國及日本展出，並多次獲獎。2006首次發表其攝影作品，大受注目，迅速成為國際時裝攝影界之最年青之新星。

## 發表作品
- 義大利Vogue時裝雜誌
- 義大利L'uomo Vogue時裝雜誌
- 中文版Vogue時裝雜誌
- 中國VISION - 青年視覺雜誌
- 英國Grazia雜誌
- 英國Arena雜誌
- 英國Hercules電影雜誌
- 英國星期日泰晤士報時尚雜誌
- 英國獨立報雜誌(封面)

## 拍攝品牌
- Calvin Klein
- Blumarine
- Lacoste
- Christopher Kane
- Parasuco

## 名人造像
- 杜鵑(中國名模)
- Blondelle (英國樂隊)
- Georgia Frost (英國名模)
- Pixie Geldof (英國名人)
- Mitch Hewer (英國男演員) （页面存档备份，存于）
- Nicholas Hoult (英國男演員)
- Daisy Lowe (英國模特兒)
- Pearl Lowe (英國名人)
- Alex Pettyfer (英國男演員)
- Edward Speleers (英國男演員)
- Roy Wang (中国音乐人)

## 評語
“Kai Z Feng 用藝術和現代攝影探討不同的國際文化。他把東方的美學觀念融入西方影像之中，觀看他的作品有如享用一頓感官的盛宴。”- Netscape.com Hot Shots
“他透過攝影表達自己的藝術視野，把一股清新的活力灌注到拍攝的影像之中。”- 中國版Vogue雜誌
“品牌時裝界之中，亞裔攝影師少之又少。來自中國更是絕無僅有。年齡在廿歲之間更是聞所未聞。讓我們一同見識Kai Z Feng (或名KaiZ Feng)，這個來自上海的壞孩子 - Think in English, Count in Chinese

## 外部連結
- Kai Z Feng官方網站 - kaizfeng.com
- 獨立報雜誌-封面文章存檔 （页面存档备份，存于）
- Kai Z Feng與影星Alex Pettyfer有關英國禁煙令之圖片及討論 （页面存档备份，存于）